# Гері Б'юзі
Гері Б'юзі (англ. Gary Busey; нар. 29 червня 1944) — американський актор.

## Біографія
Гері Б'юзі народився 29 червня 1944 року в місті Гуз-Крік, на східному узбережжі штату Техас. Виріс, однак, в місті Талса штату Оклахома, де його батько, Делмер Ллойд Б'юзі, працював менеджером із дизайну, а мати, Саді Вірджинія Арнетт, була домогосподаркою. В 1962 році природжений гуморист, наділений віртуозним талантом барабанщика, Гері закінчив середню школу "Натан" в рідному місті. Коли Б'юзі навчався в державному Університеті Піттсбурга, він захоплювався легкою атлетикою. Отримавши серйозну травму коліна, молодик на кілька місяців потрапив до лікарні. Тут він звернув увагу на драматичне мистецтво і вирішив вступати до театрального університет штату Оклахома в Стілвотері. У 1966 році Б'юзі стає одним із засновників рок-групи, яка в 1969 році випускає свій сольний альбом. Але з плином часу, група стає незатребуваною і розпадається.
Свій перший справжній успіх як актора Б'юзі випробував після показу малобюджетного фільму «Крутіше янголів не буває», що вийшов на екрани в 1971 році. Енергійний бойовик розповідав про байкерів, а Гері зіграв роль головного героя, хіпі Скотта Глена. В цьому ж році новоспечена зірка одружується із Джуді Хелкенберг і у молодят народжується син Джейк Б'юзі. Незважаючи на те, що наш герой стає відомим, кілька років після першого успіху він проживає в рідному Талсі, штат Оклахома, знімаючись у другорядних ролях і в епізодах в телесеріалах, а також підробляє барабанщиком в групі Леона Рассела. Так, в 1975 році він брав участь у записі альбому «Wisp O'the». Так, саме з цього альбому продюсером Робертом Альтманом пізніше була обрана пісня, яка стала головною темою у фільмі «Нешвілл». А в 1978 році вийшов байопік, за роль в якому Гері Б'юзі, тільки-но ставши відомим, вже був удостоєний номінації на «Оскар» за найкращу чоловічу роль. Це була біографічна драма «Історія Бадді Холлі» про легендарного рок-виконавця 50-х років. У 1980 році за цю роль Б'юзі отримає нагороду «Британської академії». У тому ж 1978 році він знявся ще в одному помітному фільмі — драмі Джона Міліуса «Велика середа», в якій зіграв ансамблем з Яном-Майклом Вінсентом і Вільямом Кетті. Справжнім проривом для актора стала участь в зйомках, по-перше, картини «Срібна куля» 1985 року, екранізації роману Стівена Кінга, і, по-друге, в дебютному фільмі пенталогії «Смертельна зброя» 1987 року — першокласної кінокартини, що стала класикою голлівудського кіно.

### Б'юзі-водій
У 1988 році наш герой потрапив в аварію на мотоциклі і отримав серйозну травму черепа. Це стало результатом того, що він знехтував шоломом при їзді на транспортному засобі. Перший час лікарі побоювалися за його здоров'я, Б'юзі навіть на деякий час впав у кому. Втім, досить важка травма не змусила Б'юзі прийняти, що потрібно обов'язково користуватися шоломом при їзді на мотоциклі – навпаки, дивак ще активніше став виступати проти правил, що забороняють їздити без шолома.

### Відновлення акторства
На екран Б'юзі повернувся в 1990 році в парі зі своїм старим знайомим за «Смертельною зброєю» Денні Гловером у фантастичному бойовику «Хижак-2». Помітною стала його роль в 1991 році пацієнта психіатричної лікарні в трилері «Ховається в будинку». Також в 1991 році Гері Б'юзі встиг знятися в популярному бойовику «На гребені хвилі» з Кіану Рівзом і Патріком Свейзі. В 1992 році зіграв командира на ім'я Крілл в бойовику «В облозі» зі Стівеном Сігалом.

### Наркотична залежність
У 1995 році Б'юзі був госпіталізований після передозування наркотиків. Його направляють на реабілітацію в центр ім. Форда Бетті. Звинувачення за зберігання наркотиків зняли з американця після його заяви про те, що він — досить віруюча людина і те, що сталося, було вигадкою журналістів. Але, незважаючи на це, його акторський потенціал похитнувся. Після цього випадку Б'юзі став з ентузіазмом і все частіше з'являтися в християнських телепередачах. У 1997 році він переніс ще одну хірургічну операцію з видалення ракової пухлини. Після відновлення Гері Б'юзі знімається в бойовиках «В бігах» і «Акція смерті». Успішною стала його роль генерала Джозефа Віллера у фільмі «Хлопці що треба!», який розповідає про іспано-американську війну, що вирувала в 1898 році. Далі наш улюбленець грає у фільмах «Загублене шосе», «Страх і ненависть у Лас-Вегасі», «На лезі ножа», але його кар'єра знову опиняється під загрозою після того, як його звинуватили в побитті дружини.

### Домашнє насильство
У 1999 році Гері Б'юзі був знову заарештований, але вже за побиття іншої дружини, Тіан, а в 2001 році наш герой приймає нове звинувачення в побитті вже розлученої дружини, проте, через недостатність доказів справа до суду не дійшла. Після цього він 'завалив' понад 13 ролей. Крім того, багатьом здавалося, що розум актора іноді міг відключатися, а замість цього з'являлися психічно неврівноважені спалахи в поведінці. У 2004 році його знову викликають до суду через несплату за оренду будинку в Малібу. Всі останні роки Гері Б'юзі час від часу з'являється у другорядних ролях тих чи інших проєктів, але до його персони продюсери ставляться з обережністю і деякою мірою вважають актора не цілком адекватним.

## Вибіркова фільмографія
- 1974 — Громила і Стрибунець / Thunderbolt and Lightfoot
- 1976 — Народження зірки / A Star Is Born
- 1978 — Історія Бадді Холлі / The Buddy Holly Story
- 1985 — Нікчема / Insignificancey
- 1985 — Срібна куля / Silver Bullet
- 1986 — Око тигра / Eye of the Tiger
- 1987 — Смертельна зброя / Lethal Weapon
- 1987 — Куленепробивний / Bulletproof
- 1990 — Хижак 2 / Predator 2
- 1991 — На гребені хвилі / Point Break
- 1992 — Гравець / The Player
- 1992 — В облозі / Under Siege
- 1993 — Фірма / The Firm
- 1993 — Новачок року / Rookie of the Year
- 1994 — Воїни / Warriors
- 1994 — Гра на виживання / Surviving the Game
- 1994 — Конвоїри / Chasers
- 1994 — Зона висадки / Drop Zone
- 1995 — Людина з пістолетом / Man with a Gun
- 1997 — Лють / The Rage
- 1997 — Акція смерті / Lethal Tender
- 1997 — Загублене шосе / Lost Highway
- 1998 — На лезі ножа / Rough Draft
- 1998 — Страх і огида в Лас-Вегасі / Fear and Loathing in Las Vegas
- 1998 — Обхід / Detour
- 1998 — Солдат / Soldier
- 1999 — Завтра не прийде ніколи / No Tomorrow
- 1999 — Суперзлочин / Two Shades of Blue
- 2003 — Скеля примар / Ghost Rock
- 2004 — Молодий батько / El Padrino
- 2005 — Полювання на привидів / Chasing Ghosts
- 2005 — Спечений / The Gingerdead Man
- 2006 — Легка мішень / Soft Target
- 2007 — Ближній бій / Blizhniy Boy: The Ultimate Fighter
- 2007 — Диявол у жіночому образі / Succubus: Hell Bent
- 2008 — Поза рингом / Beyond the Ring
- 2012 — Піраньї 3DD / Piranha 3DD
- 2013 — Мисливець за головами / Bounty Killer